# ماریا ترزای سیسیل
ماریا ترزای سیسیل (انگلیسی: Maria Theresa of Naples and Sicily; ۶ ژوئن ۱۷۷۲ – ۱۳ آوریل ۱۸۰۷) یک سیاست‌مدار اهل ایتالیا بود.
او بزرگترین دختر فردیناند چهارم (سیسیل) و ماریا کارولینای آستوریاس بود.